# Moscavide (Metro de Lisboa)
Moscavide es una estación de la línea Roja del metro de Lisboa, Portugal, inaugurada el 17 de julio de 2012 para concretar la expansión de la línea hasta Aeroporto, la estación que conecta la red con el Aeropuerto Humberto Delgado (Portela).
La estación fue diseñada por el arquitecto Manuel Bastos con cuatro niveles, cuatro accesos y un ascensor a nivel de la superficie.
Está equipada para atender a pasajeros con movilidad reducida y dispone de ascensores y escaleras mecánicas.
Funciona todos los días del año, de 06:30 a 1:00.